# ファライコス (抒情詩人)
ファライコス（希：Φάλαικος、ラテン文字転記：Phalaicos、生没年不明）は古代ギリシアの抒情詩人・エピグラム詩人である。
ファライコスの生きた年代は定かではなく、ライスケの推測はファライコスのものとして不適切に見なされている一つのエピグラムに基いている。よりもっともらしい彼の生きた年代は他のエピグラムに見受けられ、その中で彼はアレクサンドロス大王の時代に生きた俳優のリュコンを言及している。しかしこのエピグラムもまた作者が疑わしいものである。ともかく彼は恐らく主要なアレクサンドリアの詩人の一人であった。
ファライコスは時折文法学者たちに参照されるが、それからは我々に彼の作品について、彼がヘルメースへの賛歌を作曲したこと以外何も分からない。しかし、彼の5つのエピグラムがまだギリシアのアンソロジーに保存されており、うち一つはアテナイオスによって引用された。
ファライコス風の詩歌はローマの詩人によるその頻繁な使用で良く知られており、ファライケイオンと呼ばれた韻律はファライコスの名にちなんでいる。しかし、彼が発明したわけではなく、彼が特にそれを使ったためであるためであり、ファライコスより古いものもある。それは非常に古く重要な叙情的な韻律であり、サッフォーは頻繁にそれを用い、メトロン・サッフィコン・エトイ・ファライケイオン（metron Sapphikon etoi Phalaileion）と呼ばれることもある。その韻律の例は現存するサッフォーの断片には見つからないが、アナクレオンとシモニデス、ソフォクレス、そして他の古代ギリシアの詩人たちのそれらにおいて出てくる。

## 註
1. ↑  アテナイオス, X. 440d